# Todo va a salir bien
Todo Va A Salir Bien, es el segundo disco en la carrera de Roque Valero posee 12 canciones, las cuales todas son compuestas por el y en este disco se da la participación especial de Franco De Vita:

## Lista de canciones
1. Deja (3:13)
2. Cuando Te Miro (4:13)
3. Ciudad Bendita (4:55)
4. Colgado A Tu Pared (4:28)
5. En Mi Mundo Paralelo (4:01)
6. Paso A Paso (3:07)
7. En Los Balcones De Madrid (3:53)
8. Suenña (4:16)
9. Desde Que Te Perdí (4:29)
10. Todo Va A Salir Bien (4:06)
11. Apenas Soy Un Hombre (3:32)
12. En Tu Corazón (4:39)

Curiosidades
Las canciones Cuando Te Miro y Ciudad Bendita hicieron parte del repertorio de la novela Ciudad Bendita, la segunda siendo el tema oficial y promocional de la novela.
Además en esta novela Roque Valero obtuvo un de sus primeros protagónicos encarnando a "Juan Lobo". En el disco existe la participación especial de Franco de Vita en la grabación de la canción Ciudad Bendita además se ganó la amistad de este, lo cual le valió compartir tarima en los conciertos de este arista, como el efectuado en el Madison Square Garden.